# El hombre que se reía del amor
El hombre que se reía del amor és una pel·lícula de comèdia d'Espanya de 1933 dirigit per Benito Perojo. Es va fer als estudis Orphea de Barcelona.

## Sinopsi
El seductor Juan Herrero acaba enamorant-se d'Addy, una misteriosa dona anglesa amb qui ha coincidit a Lisboa, Niça i Roma.

## Repartiment
- María Fernanda Ladrón de Guevara
- Rafael Rivelles as Juan Herrero
- Rosita Díaz Gimeno[2]
- Antoñita Colomé
- Ricardo Muñoz
- Gabriel Algara